# Tropidion mirabile
Tropidion mirabile är en skalbaggsart som beskrevs av Martins 1971. Tropidion mirabile ingår i släktet Tropidion och familjen långhorningar.
Artens utbredningsområde är Venezuela. Inga underarter finns listade i Catalogue of Life.